# Isamu Chō
Isamu Chō (長 勇, Chō Isamu, 19 janvier 1895 – 22 juin 1945) est un officier de l'armée impériale japonaise connu pour son soutien à la politique ultranationaliste et pour son implication dans plusieurs tentatives de coups d'État d'extrême-droite dans le Japon d'avant-guerre.

## Biographie
Chō est né dans la préfecture de Fukuoka. Il est diplômé de l'académie de l'armée impériale japonaise en 1916 et de l'école militaire impériale du Japon en 1928.
Chō fut affecté en dehors du Japon dans l'armée du Guandong basée en Mandchourie. Il revint au pays et joua un rôle important dans la politique de l'armée japonaise. Il fut un participant actif ou indirect de l'incident de mars et de l'incident des couleurs impériales (avec d'autres officiers : Hashimoto Kingoro, Jirō Minami, Sadao Araki pour les militaires, et des nationalistes tels que Kita Ikki, Shūmei Ōkawa, Kamei Kanichiro, Tachibana Kozaburo (en) et Tōyama Mitsuru). Il est l'un des fondateurs de la société secrète extrémiste Sakurakai, dont le but était de renverser la démocratie et d'installer un régime socialiste ce qui mettrait fin à la corruption.
Au début de la seconde guerre sino-japonaise, Chō était le commandant du 74e régiment d'infanterie de l'armée expéditionnaire de Shanghai, attachée à l'armée régionale de Chine centrale, et basée au Mandchoukouo. Lors de la bataille de Nankin, il fut l'aide de camp du prince Yasuhiko Asaka et est soupçonné d'avoir activement participé au massacre des prisonniers de guerre, mais on ignore s'il a obéi à un ordre du prince, ou s'il a agi de son propre chef.
Plus tard, Chō fut impliqué dans un certain nombre d'incidents de frontière entre le Mandchoukouo et l'Union soviétique en tant que chef de la 26e division de 1939 à 1940. En 1940, il fut brièvement transféré au quartier général de l'armée japonaise de Taïwan, et devint le chef d'état-major de l'armée expéditionnaire d'Indochine de 1940 à 1941.
Chō fut le vice-chef d'état major de l'unité 82 au sein du bureau des affaires militaires, au ministère de la Guerre en 1941, et il participa à la préparation de l'invasion japonaise de l'Asie du Sud-Est. De 1941 à 1942, il a accompagné le groupe d'armées expéditionnaire du Sud en Indochine française pour superviser l'application de la stratégie japonaise, et a servi d'officier de liaison entre l'armée du Sud et la 14e armée basée aux Philippines.
De 1942 à 1944, Chō fut le commandant de 10e groupe d'infanterie(Dai 10 Hohei-Dan(第10歩兵団)) de la 10e division basée au Mandchoukouo. En mars 1944, il a servi au quartier général de l'armée du Guandong, et devint plus tard le commandant de la 1re brigade mobile. En juillet 1944, le chef d'état-major de la 32e armée. Et mars 1945, promu général de division.
En 1945, Chō fut le chef d'état-major de la 32e armée lors de la bataille d'Okinawa et a dirigé l'élaboration des défenses du château de Shuri. Il persuada le général Mitsuru Ushijima de lancer la contre-offensive désastreuse du 5 mai 1945. Il se suicida aux côtés d'Ushijima le 22 juin 1945 plutôt que de se rendre aux forces américaines.